# Chaławy
Chaławy is een plaats in het Poolse district  Śremski, woiwodschap Groot-Polen. De plaats maakt deel uit van de gemeente Brodnica en telt 320 inwoners.